# Die Hirtenflöte (Schnitzler)
Die Hirtenflöte ist eine Erzählung von Arthur Schnitzler, die 1909 entstanden, am 9. September 1911 in der Literaturzeitschrift Die neue Rundschau in Berlin erschien. Der Autor nahm das kleine Werk in seine Novellensammlung „Masken und Wunder“ (S. Fischer, Berlin 1912) auf.

## Inhalt

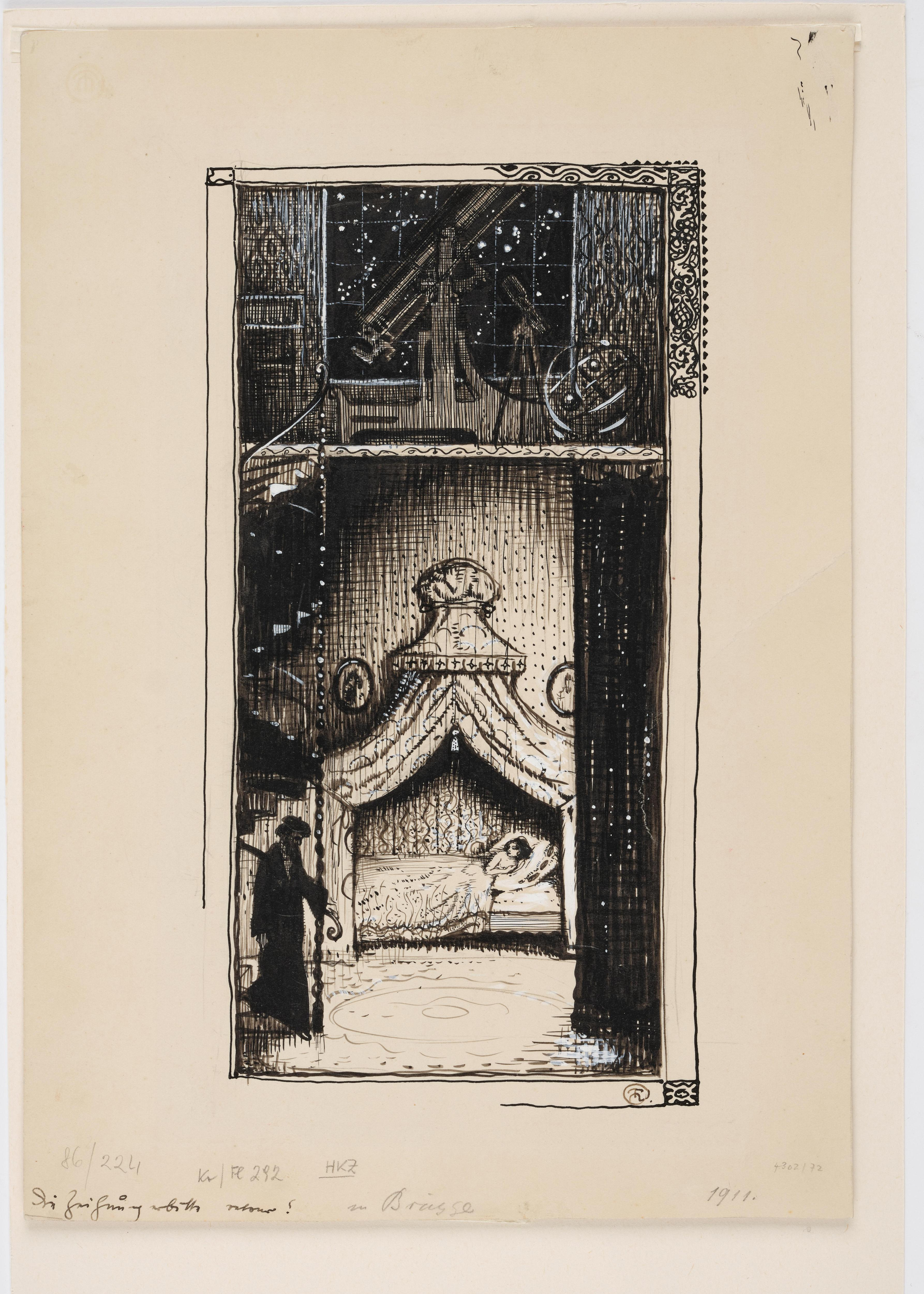
Richard Teschner: Nächtlicher Besuch des Astronomen (Szene aus Schnitzlers Hirtenflöte), 1911

In vorgerücktem Alter heiratet der wohlhabende Liebhaber-Astronom Erasmus die anmutige, gerade verwaiste Dionysia. Verwundert vernimmt die junge Frau nach drei Ehejahren den Beschluss des Gatten. Er gibt sie frei und wird sie jederzeit in sein Haus wieder aufnehmen, sogar wenn sie draußen die Ehe bräche.
Dionysia geht barfuß im Nachtgewand hinaus zu einem jungen Hirten. Im Streit zerbricht sie dessen Flöte und bleibt doch bei ihm. Als Dionysia des Hirten überdrüssig wird und sich nach Erasmus sehnt, trifft sie auf dem Nachhauseweg einen reichen Fabrikanten. Sie wird seine Geliebte und steigt auf dessen Schloss zur Herrin auf. Zwar lindert Dionysia das Leid der bettelarmen Lohnarbeiterfamilien nach Kräften, doch sie kommt nicht gegen die herrschende Ordnung an. Revolte bricht aus. Nachdem der Geliebte mit Hilfe der Staatsmacht den Aufstand niedergeschlagen hat, verlässt die junge Frau ihn. Unterwegs gerät Dionysia unter Aufrührer und wird nachts von einem der Männer gewaltsam genommen. Bald darauf wird sie in der ummauerten Stadt die Geliebte des jungen Herrn Grafen. Als dieser in den Krieg ziehen muss, schließt Dionysia sich ihm an und ficht an seiner Seite blutige Schlachten aus. Der Graf fällt. Dionysia begräbt ihn und bringt im darauf folgenden Frühling sein Kind, einen Knaben, zur Welt. Die vom Volke verehrte Heldin lebt auf dem Schloss des Verstorbenen. Menschen in Dionysias Umkreis wenden sich zum ersten Mal von der jungen Mutter ab, als der Fürst seine Gattin verstößt und sich in Dionysia verliebt. Liebes- und machthungrig erreicht es Dionysia beim Fürsten schließlich, dass ihr Sohn zum Prinzen ausgerufen wird. Das Maß ist voll. Dionysia findet ihr Kind ermordet vor. Der Fürst wendet sich von der Verzweifelten ab.
Dionysia erreicht Erasmus mit Mühe und Not. Der weise Sternenfreund heißt sie willkommen und möchte sein Versprechen halten. Doch Dionysia klagt ihn an. Er liebe sie nicht. Sein Herz sei müd, und er habe sie hinausgeschickt, eine Flöte zu zerbrechen, eine Flöte, „deren Töne der Geliebten Verführung drohten“. Dionysia geht fort und ward nie mehr gesehen.

## Rezeption
- Nach Perlmann[3] wird Dionysia  von Erasmus in die Welt geschickt, um ihre im Unterbewussten schlummernden Wünsche und somit sich selbst kennenzulernen. Das Experiment misslingt. Dionysia, zurückgekehrt, verlässt Erasmus, den Rationalisten.
- Michael Scheffel weist in seiner knappen, aber treffenden Analyse dieser Schnitzlerschen Märchenwelt auf den sprechenden Namen Dionysia hin.[4]
- Wolf bespricht die Novelle[5] im Zusammenhang mit gescheiterten Filmprojekten des Autors.[6]
- Perlmann[7] gibt weiter führende Arbeiten an: Maja D. Reid (1971), Gutt (1978), S. Allerdissen (1985) und Rolf Geißler (1986).